# 肯岑巴赫河
47°34′10″N 10°51′58″E / 47.56944°N 10.86611°E

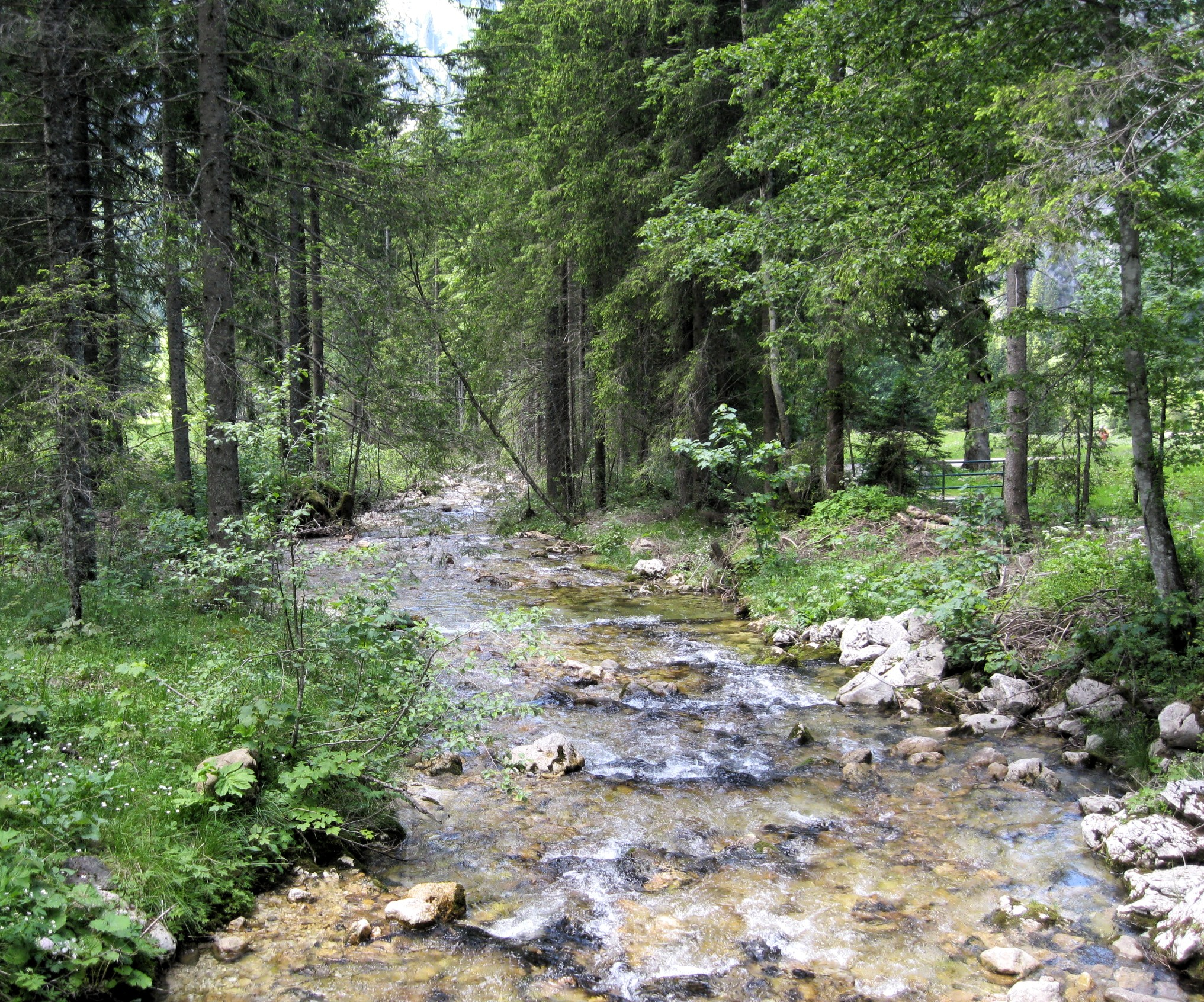

肯岑巴赫河（德語：Kenzenbach），是德國的河流，位於該國東南部，由巴伐利亞負責管轄，屬於萊希河的支流，河道全長3公里，流經阿默高山脈，河畔城鎮有哈爾布萊希。